# Ptecticus thailandicus
Ptecticus thailandicus är en tvåvingeart som beskrevs av Rozkosny och Gregory W.Courtney 2005. Ptecticus thailandicus ingår i släktet Ptecticus och familjen vapenflugor.
Artens utbredningsområde är Thailand. Inga underarter finns listade i Catalogue of Life.